# Chorizopora papillata
Chorizopora papillata är en mossdjursart som beskrevs av Powell 1967. Chorizopora papillata ingår i släktet Chorizopora och familjen Chorizoporidae. Inga underarter finns listade i Catalogue of Life.